# Arthur García
Arthur Albeiro García Rincón (San Juan de Colón, 26 de janeiro de 1984)  é um ciclista profissional venezuelano.
Tem participado na Volta ao Táchira, Volta à Venezuela e outras concorrências nacionais bem como representado a Venezuela nos Jogos Centro-Americanos e do Caribe e Jogos Sul-Americanos.

## Palmarés
2004
- 2 etapas da Volta à Venezuela

2005
- Clássico Virgen da Consolación de Táriba
- 1 etapa da Volta a Cuba

2006
- 1 etapa da Volta ao Chile
- 1 etapa da Volta Internacional ao Estado Trujillo
- 1 etapa da Volta ao Oriente
- 3.º nos Jogos Sul-Americanos em Estrada

2007
- 1 etapa do Clássico Ciclístico Banfoandes

2008
- 1 etapa da Volta ao Táchira
- Clássico Corre Pela Vida
- 2 etapas da Volta à Colômbia
- 2 etapas da Volta Internacional ao Estado Trujillo
- 1 etapa da Volta à Venezuela
- 1 etapa do Clássico Ciclístico Banfoandes
- 1 etapa da Volta a Bramón

2009
- 2 etapas da Volta ao Táchira
- 3.º no Campeonato da Venezuela em Estrada
- 1 etapa da Volta à Colômbia
- 1 etapa da Volta a Lara

2010
- Clássico Aniversário Federação Ciclista de Venezuela
- 1 etapa da Volta à Venezuela
- 1 etapa da Volta Internacional ao Estado Trujillo
- 1 etapa da Volta à Guatemala

2011
- 1 etapa da Volta ao Táchira
- 1 etapa da Volta a Aragua
- 1 etapa da Volta a Chihuahua

2012
- 1 etapa da Volta à Venezuela

2013
- 1 etapa da Volta a Barinitas
- 2 etapas da Volta Internacional ao Estado Trujillo
- 2 etapas da Volta à Bolívia
- Volta a Aragua

2014
- 2 etapas do Tour Loteria do Táchira

2015
- 1 etapa da Volta ao Táchira

2017
- 1 etapa da Volta à Venezuela

2018
- 1 etapa da Volta Ciclista do Uruguai
- 2.º no Campeonato da Venezuela em Estrada

## Equipas
- 2006  Selecção Nacional da Venezuela
- 2010  Lotería del Táchira
- 2014  Lotería del Táchira